# Mydasta principata
Mydasta principata är en skalbaggsart som beskrevs av Holzschuh 2006. Mydasta principata ingår i släktet Mydasta och familjen långhorningar. Inga underarter finns listade i Catalogue of Life.